# Museum Ostwall

Logo „Museum Ostwall“ nach dem Umzug

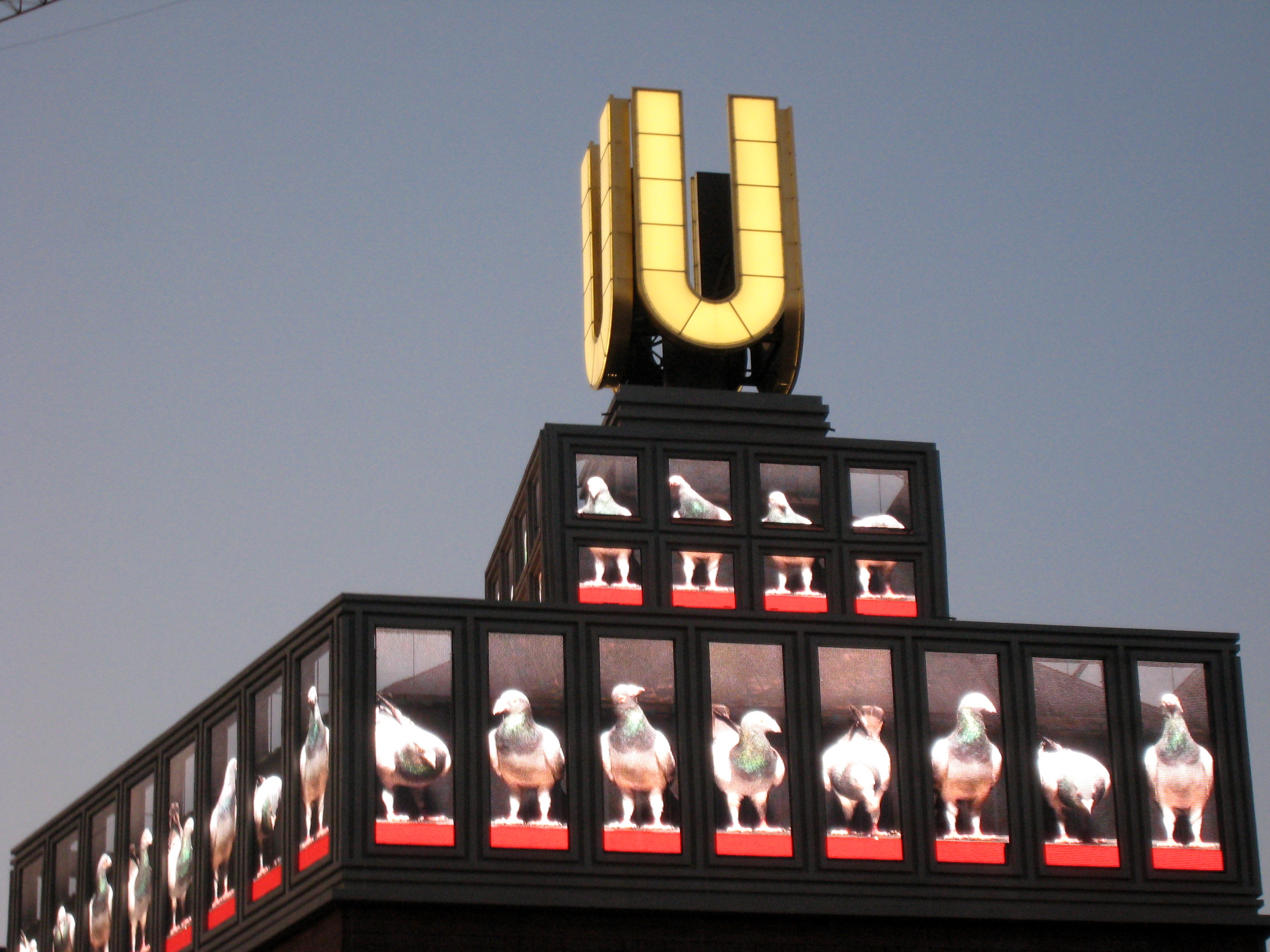
Das Dortmunder U: Neuer Standort der Sammlung „Museum Ostwall“ seit Oktober 2010 mit der Animation „Fliegende Bilder“ von Adolf Winkelmann, 2010

Das Museum Ostwall (MO) ist das Museum der Stadt Dortmund für die Kunst des 20. und 21. Jahrhunderts. Es wurde 1947 am namensgebenden Ostwall als „Museum am Ostwall“ auf einem kriegszerstörten Museumsstandort gegründet und behielt den „Kernnamen“ bei, als die Kunstsammlung im Kulturhauptstadtjahr Ruhr.2010 vom östlichen an den westlichen Teil des innerstädtischen Wallrings in das neu eröffnete Dortmunder U umzog. Durch Schenkungen, Ankäufe und Ausstellungen konnte das „Museum Ostwall im Dortmunder U“ insbesondere seine Bedeutung als Ort der Fluxus-Kunst stärken.

## Geschichte
Am ursprünglichen Standort des Museums (Ostwall 7) befand sich vor der weitgehenden Zerstörung im Zweiten Weltkrieg das Gebäude des ehemaligen Landesoberbergamtes, das 1872–1875 nach einem Entwurf des Berliner Architekten Gustav Knoblauch errichtet worden war. Ab 1911 beherbergte es nach einem Umbau nach den Plänen des Stadtbaurats Friedrich Kullrich die städtische Sammlung des 1883 gegründeten Museums für Kunst und Kulturgeschichte. Dessen Kunstbesitz war im Frühjahr 1943 auf verschiedene Schlösser ausgelagert und so vor der Kriegszerstörung gerettet worden. Nach dem Zweiten Weltkrieg wurde mit dem Schloss Cappenberg bis zur Rückkehr nach Dortmund 1983 eine Übergangslösung gefunden.
1945 gab es in Dortmund zunächst keinen Ort für die städtischen Kunstsammlungen. Unter dem Namen „Museum am Ostwall“ wurde das Museum auf Beschluss des Dortmunder Rates im Jahr 1947 gegründet, um einen Ort zu schaffen, an dem die von den Nationalsozialisten verfemte Kunst der Moderne und ebenso Dortmunder Kunst gezeigt werden sollte. Der Neubau des Museumsgebäudes erfolgte unter Nutzung noch vorhandener Gebäudeteile und Baumaterialien, darunter insbesondere der sogenannte Lichthof mit der originalen Konstruktion der Lichtdecke. Er wurde schon 1947–1949 unter tatkräftiger Mithilfe von Dortmunder Bürgern ohne öffentliche Gelder wieder hergerichtet. Der Lichthof ist damit der älteste und der schönste Veranstaltungssaal Dortmunds und der einzige überlebende Kulturbau in Dortmunds Innenstadt aus der Kaiserzeit.
Unter der Leitung von Gründungsdirektorin Leonie Reygers begann 1949 der schrittweise Aufbau der Sammlung als eines der ersten deutschen Nachkriegsmuseen für die Kunst des zwanzigsten Jahrhunderts. Bereits 1949 konnte die erste Ausstellung gezeigt werden. Die Aktivitäten der Direktorin waren in den ersten Jahren von Diskussionen um die Zukunft des Hauses begleitet. Sollte es eine Kunsthalle oder ein Museum mit eigener Sammlung sein? Im März 1954 riet die Staatliche Museumspflege für Westfalen-Lippe zur Einrichtung eines Museums. Angesichts des Wettbewerbs zwischen den Städten sei eine unabhängige Institution für moderne Kunst in Dortmund besonders wichtig.
Im Juni 2009 schloss das Museum seine Pforten am alten Standort und wurde im Oktober 2010, im Zuge des Kulturhauptstadtjahr Ruhr.2010 im Dortmunder U als „Museum Ostwall im Dortmunder U“ wieder eröffnet. Die Leitidee der Sammlungsneupräsentation lautet „Das Museum als Kraftwerk“. Mit Kunstwerken vom Beginn des 20. Jahrhunderts bis zur Gegenwart versteht sich das Museum Ostwall einerseits als Speicher kreativer Energien der Vergangenheit. Andererseits möchte es Impulse aus dem Alltag der Gegenwart aufnehmen und mit Mitteln der Kunst bearbeiten. Das Museum Ostwall möchte ein Ort künstlerischer und gesellschaftlicher Auseinandersetzung sein, an der das Publikum teilhaben kann und soll. Die Frage, wie Kunst durch gesellschaftliche Prozesse beeinflusst wird und wie sie ihrerseits in die Gesellschaft zurückwirkt, steht im Zentrum der Ausstellungskonzeption.
Für den aufgegebenen Standort am Ostwall ist nunmehr eine Folgenutzung als Baukunstarchiv gefunden worden. Nachdem sich die Bürgerinitiative „Rettet das ehemalige Museum am Ostwall“ für den Erhalt des Gebäudes eingesetzt hatte, nahm der Stadtrat am 11. Dezember 2014 mit Stimmen von SPD, Grünen, Linken und Piraten seinen Abriss-Beschluss von 2010 zurück. Ein 2014 im Klartext Verlag erschienenes Buch von Sonja Hnilica beleuchtet die Geschichte des alten Museums am Ostwall.

## Sammlung

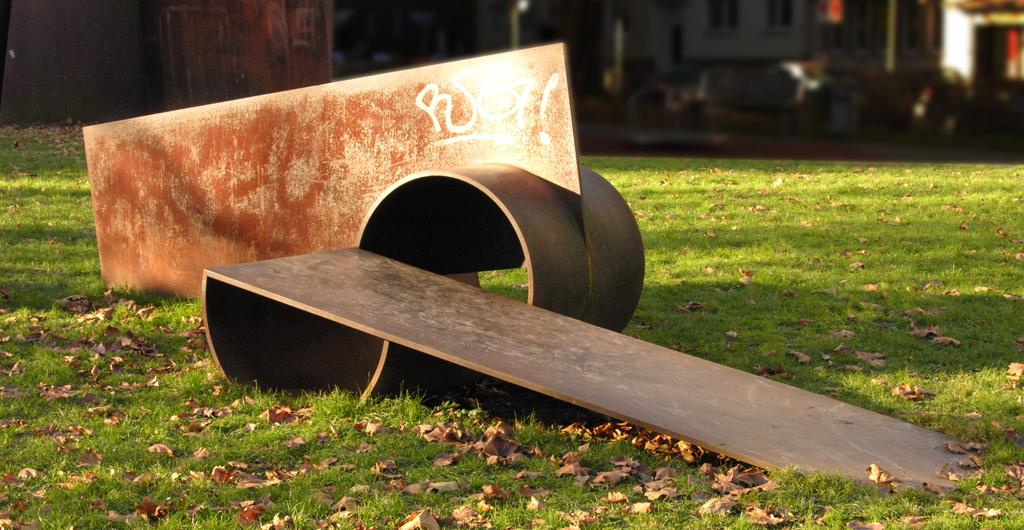
Stahlskulptur von Heinz-Günter Prager auf der Museumswiese am alten Standort

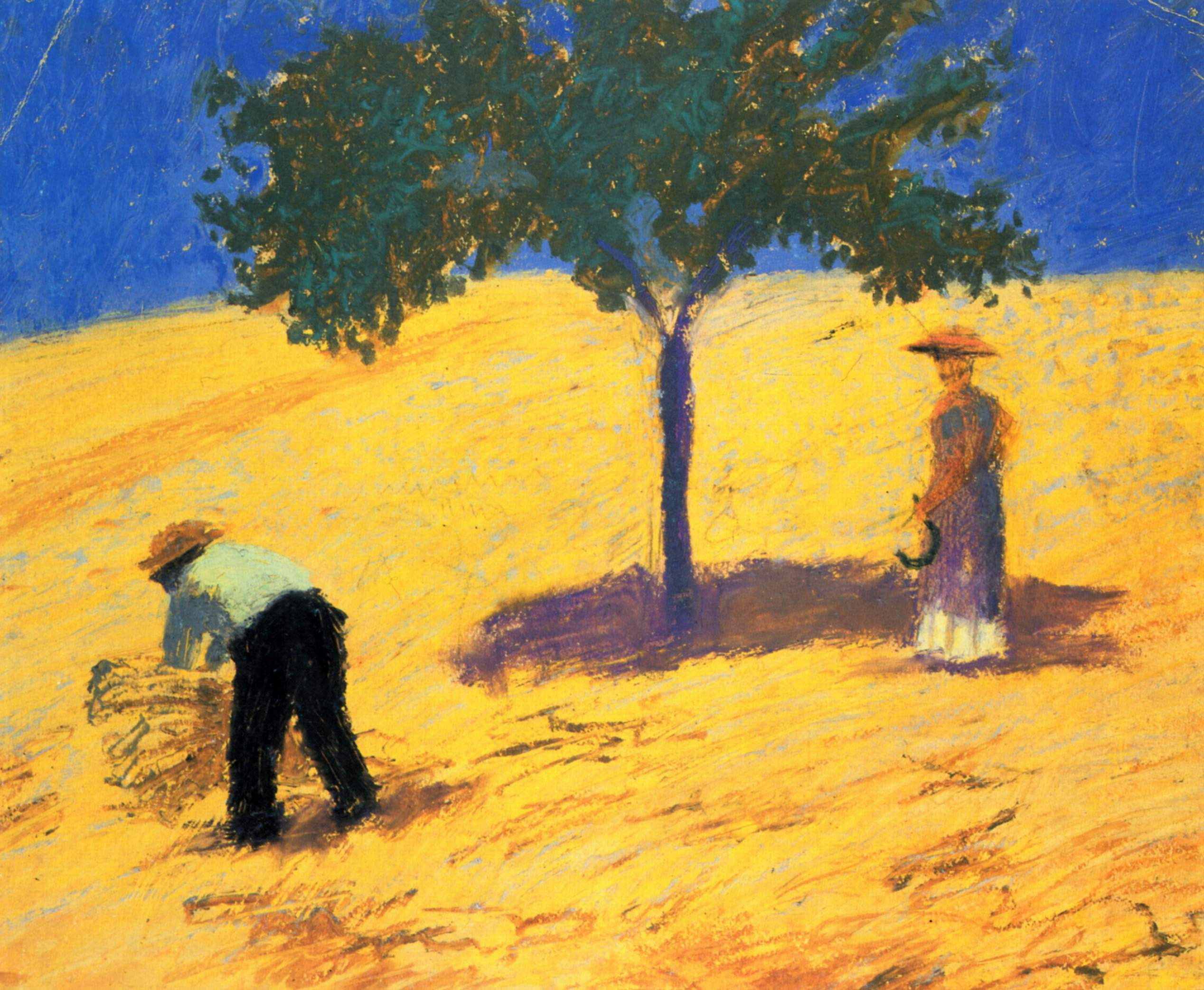
August Macke: Baum im Kornfeld (1907)

Die Sammlung war zunächst auf Werke ausgerichtet, die im Nationalsozialismus als „Entartete Kunst“ galten. 1957 wurde die Sammlung Gröppel, die rund zweihundert Gemälde, Plastiken und Graphiken umfasste, erworben. Heute umfasst die Sammlung Gemälde, Skulpturen, Objekte und Fotos sowie über 2500 graphische Blätter aus dem Expressionismus und der klassischen Moderne bis zur aktuellen Gegenwart.
Vor allem Werke von Ernst Ludwig Kirchner, Otto Mueller, Emil Nolde oder Karl Schmidt-Rottluff, die 1905 die Dresdner Künstlervereinigung „Brücke“ gegründet hatten, sind Teil der Sammlung. Das Schaffen der 1912 ins Leben gerufenen avantgardistischen Künstlergruppe „Blauer Reiter“ wird durch Arbeiten von Wassily Kandinsky, Franz Marc, August Macke und Alexej von Jawlensky gezeigt.
Das Museum beherbergt heute die zweitgrößte Sammlung an Werken des Malers Alexej von Jawlensky in Deutschland nach dem Museum Wiesbaden sowie Werke aus dem Umfeld des „Blauen Reiters“. Es besitzt 26 Graphiken von Pablo Picasso aus den 1940er und 1950er Jahren. Mit Einzelwerken sind folgende Künstler im Bestand vertreten: Otto Dix, Lyonel Feininger, Alberto Giacometti, Paul Klee, Oskar Kokoschka und Oskar Schlemmer. Bei den Stillleben ist besonders Christian Rohlfs präsent, und das Museum kann Graphiken von Joan Miró, Marc Chagall und Salvador Dalí zeigen.
Zudem wurden Anfang der 1990er Jahre über tausend Arbeiten von Marcel Duchamp bis Joseph Beuys, von Günther Uecker bis Jean Tinguely, François Dufrêne, Raymond Hains, Mimmo Rotella, Jacques de la Villeglé und Wolf Vostell aus der Sammlung von Siegfried Cremer erworben, die einen weiteren Schwerpunkt des Museums in den Bereichen Informel, ZERO und Fluxus bilden.
Durch die Bestände zweier Privatsammlungen konnte das Museum Ostwall 2012 seinen Fluxusschwerpunkt ausbauen und festigen. Knapp 400 Werke und Dokumente aus dem Besitz des Sammlers und Verlegers Wolfgang Feelisch wurden mit Mitteln der Freunde des Museums Ostwall und der Stadt Dortmund für das Haus erworben. Aus der Sammlung Hermann Brauns kamen über 800 Werke und Dokumente von u. a. George Brecht, Dick Higgins, Alison Knowles, Ray Johnson und Robert Watts als langfristige Dauerleihgabe ins Museum Ostwall. Zu diesen Privatsammlungen erschien 2013 eine zweibändige Publikation, die nicht nur die beiden Sammlungen vorstellt, sondern außerdem Einblicke in das Leben und Wirken der beiden Sammler, die selbst Akteure der Bewegung waren, bietet und nicht zuletzt die Bedeutung der beiden Sammlungen für die Kulturlandschaft in der Region hervorhebt.
In einem Interview erläutert Edwin Jacobs die weiteren Pläne mit dem Museum Ostwall. Auf die Frage: Wird das Museum Ostwall als ein Kraftwerk bestehen bleiben?, antwortete er, dass der Museumsbereich nicht mehr so sehr als Einzelinstitut gesehen werden solle: Das Ostwall-Museum ist mehr ein Baustein in einem neuen Gesamtkontext und so eher eine öffentliche, partizipative Werkstätte, bei der die Sammlung natürlich der Ausgangspunkt ist.

## Museumsleiter
- Leonie Reygers (1947–1966)
- Eugen Thiemann (1967–1987)
- Ingo Bartsch (1988–2004)
- Kurt Wettengl (2005–2015)
- Edwin Jacobs (2017–2019)[17]
- seit März 2022: Florence Thurmes und Regina Selter[18]
- seit Januar 2024 Regina Selter[19]

## Ausstellungen (Auswahl)

### Sammlung in Bewegung
Unter dem Titel „Sammlung in Bewegung“ präsentiert das Museum Ostwall in regelmäßigem Abstand einen Teil seiner Sammlung neu. So lassen sich immer wieder neue Verbindungen zwischen Altbekanntem, Neuankäufen, Dauerleihgaben und Werken aus den Depots entdecken.

### Interaktives Bildarchiv
Das Interaktive Bildarchiv des Museums Ostwall ist Teil der neuen Sammlungspräsentation. Sein Ziel ist es, fotografische und digitale Bilder zu sammeln. Es ist als Projekt gedacht, an dem sich alle Menschen beteiligen können und bietet eine Plattform zur Verhandlung und Teilhabe an einem Bilddiskurs, der über die Bilderwelten der Kunst hinaus auch visuelle Zeugnisse des Alltags einschließt. Das Museum Ostwall sieht sich als ein Ort des öffentlichen Gesprächs über Kunst und Kultur, Geschichte und Gegenwart, Architektur und Stadt, die heutige Gesellschaft und Zukunftsperspektiven sein. Im Zentrum seiner Sammlungspräsentation stehen Happening und Fluxus und damit Fragen nach dem Verhältnis von Kunst und Gesellschaft. Basierend auf dem Leitmotiv der musealen Arbeit „Das Museum als Kraftwerk“ gehören partizipatorische Ansätze der Kunst auch zum Selbstverständnis des Museums, ebenso der aktive Austausch mit Besuchern. Dazu bietet das Interaktive Bildarchiv die Möglichkeit.

### MO Schaufenster
Im MO Schaufenster, einem etwa 50 m² großen Raum auf der 4. Ebene im U, sind in etwa dreimonatigem Wechsel Werke zeitgenössischer Künstler zu sehen. Der Raum ist durch eine große Glasscheibe auch vom Treppenhaus aus, der Kunst-Vertikalen, einsehbar und gab ihm so den Namen.
Bislang wurden gezeigt:
- Schaufenster # 01: Andreas Gursky
- Schaufenster # 02: Matthias Koch – Wertschätzung. Orte der Geschichte
- Schaufenster # 03: Christina Kubisch – Dichte Wolken
- Schaufenster # 04: Jürgen Stollhans – Horizon Bleu
- Schaufenster # 05: Roseline Rannoch – Beat me
- Schaufenster # 06: Über Kunst sprechen – Künstler des Museums Ostwall (mit u. a. Thomas Rentmeister, Otto Piene, Tobias Zielony, Freya Hattenberger, Mark Dion)
- Schaufenster # 07: Wa(h)re Kunst – Der Museumsshop als Wunderkammer. Theoretische Objekte, Fakes, Souvenirs zusammengestellt von Bazon Brock
- Schaufenster # 08: Peter Piller – nimmt Schaden
- Schaufenster # 09: Matthias Beckmann – Herr Beckmann zeichnet
- Schaufenster # 10: Geoffrey Hendricks – Preisträger des MO Kunstpreises 2014
- Schaufenster # 11: Das Dortmunder Gesundheitshaus von Will Schwarz. Architektur der 50er Jahre – fotografiert von Gerd Kittel
- Schaufenster # 12: Ina Weber/Vincent Tavenne: Weg nach Dort
- Schaufenster # 13: Florian Hüttner – Reviere um’s U[22]
- Schaufenster # 14: Benjamin Patterson – Preisträger des MO Kunstpreises 2015
- Schaufenster # 15: Andreas Langfeld: Status
- Schaufenster # 16: Georg Meissner: Morpha
- Schaufenster # 17: Albert Mayr – Preisträger des MO Kunstpreises 2016

### Lautsprecher
Die Klangkunst ist eine intermediale Kunstform der modernen und zeitgenössischen Kunst. Musikalische Kompositionen, Alltagsgeräusche, instrumentale Klänge und Töne finden Eingang in künstlerische Arbeiten wie Klanginstallationen und -aktionen, Musikperformances oder Hörstücke. Das Museum Ostwall präsentiert täglich und kostenlos im Lautsprecher auf der Museumsetage, Ebene 4 des Dortmunder U, sein Klangkunstprogramm. Mit Blick auf die Stadt können seit 2011 während der Öffnungszeiten des Museums Ostwall historische wie zeitgenössische Klangkunstproduktionen gehört werden. Das Programm der letzten zwei Jahre konzentrierte sich auf neuere und neueste Produktionen, die zum Teil für diesen Raum entwickelt wurden. Die international auftretenden Klangkünstler arbeiten höchst unterschiedlich – mit Samples, Geräuschen, Elektronik, Plattenspieler oder auch klassisch. Das Lautsprecher Programm wird vom Künstler und Komponisten Peter C. Simon kuratiert. Im Juni 2016 endete das MO Klangkunstprogramm.

### Sonderausstellungen
Seit dem Umzug ins Dortmunder U stehen dem Museum Ostwall auf der 6. Ebene weitere Ausstellungsflächen zur Verfügung, die ebenso im Wechsel von den anderen Partnern im U genutzt werden können. Dort konnten seit 2010 einige breit gefächerte Sonderausstellungen realisiert werden.
- 2011: Bild für Bild – Film und zeitgenössische Kunst. Aus der Sammlung des Centre Pompidou
- 2012: Alex Katz: Der perfekte Augenblick. In Kooperation mit der Albertina Wien
- 2012: Heinz Mack – Zwischen den Zeiten
- 2013: Fluxus – Kunst für Alle!
- 2013: Stadt in Sicht – Werke aus der Sammlung Deutsche Bank. Von Feininger bis Gursky
- 2015: Arche Noah. Über Tier und Mensch in der Kunst
- 2016: Dieter Roth: Schöne Scheiße. Dilettantische Meisterwerke
- 2017: Niki de Saint Phalle: Ich bin eine Kämpferin. Frauenbilder von Niki de Saint Phalle (in Kooperation mit dem Sprengel Museum Hannover und der Niki Charitable Art Foundation)
- 2019: Ein Gefühl von Sommer ... : niederländische Moderne aus der Sammlung Singer Laren
- 2022: Sammlungspräsentation auf Ebene 4 und 5 im Dortmunder U: Body & Soul. Denken, Fühlen, Zähneputzen
- 2024: Kopfüber in die Kunst[25]
- 2024: Einsame Bergspitze. Lost Places in den Alpen und ihre Menschen

## Bildung und Kommunikation
Dem Bereich „Bildung und Kommunikation“ kommt im Museum Ostwall eine zentrale Position zu. Mit seinen Angeboten nimmt er Vermittlung als substantielle Aufgabe des Museums wahr: Die Kunstvermittlung des Museum Ostwall versteht sich als Bildungsarbeit im künstlerischen und ästhetischen Bereich, in deren Zentrum die Begegnung mit der ausgestellten Kunst des 20. und 21. Jahrhunderts steht.
Ziel der Kunstvermittlung des Museums Ostwall ist es, drei verschiedene Haltungen der Rezeption von Kunst miteinander in Beziehung zu setzen: Die intensive Betrachtung von Kunstwerken, das Gespräch über das Gesehene und die eigene kreative Praxis in der Kunstwerkstatt, die dem Museum Ostwall seit dem Umzug ins Dortmunder U auf der Ebene U2 – Kulturelle Bildung zur Verfügung steht. Um diese verschiedenen Prozesse in Gang zu setzen, hilft ein abwechslungsreiches und breites methodisches Vokabular.

## Freunde des Museums Ostwall
Der gemeinnützige Verein „Freunde des Museums Ostwall e. V.“ fördert das Museum und hilft beim Aufbau der Sammlung. Er kofinanziert die Herausgabe von Kunstbüchern und Ausstellungskatalogen. Zu den bisher erschienenen Publikationen zählen:
- The Gap Show. Junge zeitkritische Kunst aus Großbritannien
- Zeitgenössische französische Zeichnungen aus der Sammlung Frac Picardie
- Munch revisited. Edvard Munch und die heutige Kunst
- Picasso – Matisse. Meistergraphiken der klassischen Moderne
- Ines Hock. Sehstücke
- Benno Elkan. Ein jüdischer Künstler aus Dortmund
- Museum am Ostwall. Sammlung Cremer (Bände I–III)
- Wege zur Kunst. Die Sammlung Klüting
- Michael Bacht: Installationen, Objekte und Bilder
- Bernhard Hoetger im Museum am Ostwall
- Hartmut Böhm
- Norbert Tadeusz. Existenz und Passion. Werke 1962–2000
- Meisterwerke des Expressionismus und der klassischen Moderne
- Fluxus – Kunst für ALLE! Die Sammlung Feelisch
- Fluxus – Kunst für ALLE! Die Sammlung Braun/Lieff

## MO Kunstpreis
2012 schrieb der Förderverein seinen neuen Kunstpreis „Follow me Dada and Fluxus“ aus, der mit 10.000 Euro dotiert ist und im Januar 2014 erstmals vergeben wurde. Berücksichtigt werden sollen vor allem junge internationale Künstler, die sich in ihren Werken mit Dada, Fluxus und Konzeptkunst auseinandersetzen. Mit dem Preisgeld wird ein Werk des ausgewählten Künstlers angekauft und damit dem Museum Ostwall geschenkt.
Preisträger:
- 2014: Geoffrey Hendricks
- 2015: Benjamin Patterson[28]
- 2016: Albert Mayr, Wiener Künstler und Musiker[29]
- 2017: Bastian Hoffmann, Video-Künstler[30]
- 2018: Lili Fischer
- 2019: Idan Hayosh (Israel)[31]
- 2020: Valie Export (Österreich)[32]
- 2021: Lee Mingwei (Taiwan)[33]
- 2022: Hannah Cooke[34]

## Publikationen
- Kurt Wettengl (Hrsg.): Das Museum als Kraftwerk. Museum am Ostwall im Dortmunder U, Dortmund und Bönen 2010.
- Kurt Wettengl (Hrsg.): Fluxus – Kunst für Alle. Museum am Ostwall im Dortmunder U, Die Sammlung Feelisch. Kehrer, Heidelberg und Berlin 2013, ISBN 978-3-86828-449-2.
- Nicole Grothe, Daniela Ihrig (Hrsg.): Dieter Roth. Schöne Scheiße. Dilettantische Meisterwerke. Dortmund 2016, ISBN 978-3-925998-58-4.
- Regina Selter, Ulrich Krempel (Hrsg.): „Ich bin eine Kämpferin.“ Frauenbilder der Niki de Saint Phalle. Hatje Cantz, Berlin 2016, ISBN 978-3-7757-4243-6.

## Sonstiges
Das Museum sorgte im November 2011 für Schlagzeilen, als dort eine Putzfrau einen Teil des mit 800.000 Euro versicherten Kunstwerks Wenn’s anfängt durch die Decke zu tropfen von Martin Kippenberger sauber putzte und somit unwiederbringlich zerstörte.